# Завада, Фёдор Андреевич
Федор Андреевич Завада (1909 — ?) — украинский и советский деятель, горновой-плавильщик феррохрома Запорожского завода ферросплавов Днепропетровской (Запорожской) области. Депутат Верховного Совета СССР 1-го созыва.

## Биография
С 1925 года работал в сельском хозяйстве. В 1929—1930 годах — грузчик товарной станции Днепропетровск.
В 1930—1932 годах — литейщик металлургического завода имени Коминтерна города Днепропетровска.
С 1932 года — горновой-плавильщик феррохрома, старший сталеплавильщик Запорожского завода ферросплавов Днепропетровской (затем — Запорожской) области.
Во время Великой Отечественной войны — начальник цеха завода в эвакуации.
С 1943 по 1945 годы — парторг ЦК ВКП(б) на заводе «Запорожсталь».
На 1951 год — начальник цеха Запорожского завода ферросплавов.
За разработку и внедрение новой технологии получения чистого марганца был в составе коллектива удостоен Сталинской премии за выдающиеся изобретения и коренные усовершенствования методов производственной работы 1951 года.